# أنطون سيريدا
أنطون سيريدا (بالروسية: Середа, Антон Владимирович)‏ (18 يناير 1980 في روسيا - ) هو لاعب كرة قدم روسي في مركز الوسط. لعب مع نادي روتور فولغوغراد ونادي موردوفيا سارانسك وFC Metallurg Lipetsk ‏ وFC Yelets ‏ وFC Lokomotiv Liski ‏ وFC Magnitogorsk ‏ وFC Torpedo NN Nizhny Novgorod ‏ وFC Cherepovets ‏.

## وصلات خارجية
- أنطون سيريدا على موقع قاعدة بيانات كرة القدم.إي يو (الإنجليزية)
- أنطون سيريدا على موقع Soccerway.com (الإنجليزية)